# اودو شينك
اودو شينك (بالألمانية: Udo Schenk ) (و. 1953 – م) هو ممثل، وممثل صوت، وممثل مسرحي، وممثل أفلام من ألمانيا .

## روابط خارجية
- اودو شينك على موقع IMDb (الإنجليزية)
- اودو شينك على موقع ألو سيني (الفرنسية)
- اودو شينك على موقع ميوزك برينز (الإنجليزية)
- اودو شينك على موقع أول موفي (الإنجليزية)
- اودو شينك على موقع قاعدة بيانات الأفلام السويدية (السويدية)
- اودو شينك على موقع ديسكوغز (الإنجليزية)
- اودو شينك على موقع قاعدة بيانات الفيلم (الإنجليزية)
- اودو شينك على موقع كينوبويسك (الروسية)